# 传闻证据
傳聞證據（英語：hearsay）在法律上是指法庭之外的某位陈述者（declarant）以口头、书面、非语言表述等其认为可行之方式所作陈述（statement），而同时符合以下二条件者：
1. the declarant does not make while testifying at the current trial or hearing; and 
（陈述者在当前审判或聆讯的作证中未有亲自陈述，且为）
2. a party offers in evidence to prove the truth of the matter asserted in the statement.
（某一当事人作为证据提供而用以证明此陈述中所主张事项之真实性的）[1]

一般来说，因为可能有作伪证情况的出现，传闻证据不能单独作为立案和分析的依据。实际上，几乎所有法庭都不会采用传闻证据，因为证人宣誓下作出的证据证词并非本人所作，因此本质上是“道听途说”。证人本人不是原证词提出者，所有没有办法区别其真伪，也无法为证词作可靠担保。
举例而论，如果为了证明李某案发时在家中，辩护律师询问宣誓下证人王某道：“张某有没有在案发后告诉你，他在案发时知道李某在家中？”这个问题是不允许被回答的。原因是，辩护律师要求王某作出关于张某证词的传闻证据，而张某没有在庭上宣誓；如果张某不能够亲自回答这个问题（在案发时知道李某在家中），这句询问就会被从纪录上截取掉。但是，如果证人王某和不在场的张某有利益冲突的官司当时正在审理之中，王某便可以作出关于张某（在宣誓下）证词的声明。